# カタランの定数
数学において、カタランの定数 G（カタランのていすう、英語: Catalan's constant）とは、ディリクレベータ函数 β を用いて以下のように定義される定数である。
{\displaystyle G=\beta (2)=\sum _{n=0}^{\infty }{\frac {(-1)^{n}}{(2n+1)^{2}}}={\frac {1}{1^{2}}}-{\frac {1}{3^{2}}}+{\frac {1}{5^{2}}}-{\frac {1}{7^{2}}}+{\frac {1}{9^{2}}}-\cdots ,}
その数値はおよそ
G = 0.915965594177219015054603514932384110774…
とされる（オンライン整数列大辞典の数列 A006752）。
| カタランの定数は無理数か？もうしそうならば、超越数か？ |

G が無理数・超越数なのかは未だに分かっていない。G は「無理数や超越数であるかどうかが（そうであると強く推測されながらも）今だ明らかでない最も基礎的な定数」だと言われている。
カタランの定数は、級数の数値計算のために素早く収束する級数を発見し、1865年にその回顧録を出版したウジェーヌ・カタランに因んで名付けられた。

## 適用事例
- 低次元トポロジーにおいて、カタランの定数はイデアルな双曲八面体の体積の1/4であり、したがってホワイトヘッド環の補集合の双曲体積の1/4である[6]。また、ボロミアン環の補集合の体積の1/8である[7]。
- 組み合わせ数学と統計力学において、格子グラフ（英語版）上のドミノタイリング[8]や全域木[9]、ハミルトン路[10]の数え上げと関連している。
- 数論において、カタランの定数はハーディ・リトルウッドのF予想での  n2 + 1 という形で表される素数の個数の漸近式に現れる。しかしながら、この形式をした素数が無限個存在するかどうかすら未解決（ランダウの問題（英語版）の1つ）である[11]。
- 渦巻銀河の質量分布（英語版）の計算においてカタランの定数が現れる[12][13]。
- 双曲線正割分布において、分布のエントロピーはカタランの定数の {\displaystyle 4/\pi } 倍である。
- グーデルマン関数 {\displaystyle y=\operatorname {gd} x} のグラフ、y軸および漸近線で囲まれる領域（のうち有限領域であるほう）の面積は、カタランの定数の4倍に等しい。

## 既知の桁
カタランの定数 G の既知の桁数は、ここ数十年で飛躍的に増加した。これはコンピュータの性能の向上およびアルゴリズムの改善によるものである。
| 日付          | 十進法での桁数 | 計算者                           |
| ------------- | -------------- | -------------------------------- |
| 1832年        | 16             | トーマス・クラウゼン             |
| 1858年        | 19             | Carl Johan Danielsson Hill       |
| 1864年        | 14             | ウジェーヌ・シャルル・カタラン   |
| 1877年        | 20             | ジェームズ・W・L・グレーシャー   |
| 1913年        | 32             | ジェームズ・W・L・グレーシャー   |
| 1990年        | 20000          | Greg J. Fee                      |
| 1996年        | 50000          | Greg J. Fee                      |
| 1996年8月14日 | 100000         | Greg J. Fee & サイモン・プラウフ |
| 1996年9月29日 | 300000         | Thomas Papanikolaou              |
| 1996          | 1500000        | Thomas Papanikolaou              |
| 1997          | 3379957        | Patrick Demichel                 |
| 1998年        | 12500000       | Xavier Gourdon                   |
| 2001年        | 100000500      | Xavier Gourdon & Pascal Sebah    |
| 2002          | 201000         | Xavier Gourdon & Pascal Sebah    |
| 2006年10月    | 5000           | 近藤茂 & Steve Pagliarulo        |
| 2008年8月     | 10000          | 近藤茂 & Steve Pagliarulo        |
| 2009年1月31日 | 15510000       | Alexander J. Yee & Raymond Chan  |
| 2009年4月16日 | 31026000       | Alexander J. Yee & Raymond Chan  |
| 2015年6月7日  | 200000001100   | Robert J. Setti                  |
| 2016年4月12日 | 250000         | Ron Watkins                      |
| 2019年2月16日 | 300000         | Tizian Hanselmann                |
| 2019年3月29日 | 500000         | Mike A & Ian Cutress             |
| 2019年6月16日 | 600000100      | Seungmin Kim                     |
| 2020年9月6日  | 1000001337     | Andrew Sun                       |

## 積分表示
Seán Stewart が述べたように、「カタランの定数と等しい、あるいはカタランの定数で表現できる定積分は非常に多く、いくらでも存在するかのようである」。そのうちいくつかを以下に示す。
{\displaystyle {\begin{aligned}G&=-{\frac {1}{\pi i}}\int _{0}^{\frac {\pi }{2}}\ln \ln \tan x\ln \tan x\,dx\\[3pt]G&=\iint _{[0,1]^{2}}\!{\frac {1}{1+x^{2}y^{2}}}\,dx\,dy\\[3pt]G&=\int _{0}^{1}\int _{0}^{1-x}{\frac {1}{1-x^{2}-y^{2}}}\,dy\,dx\\[3pt]G&=\int _{1}^{\infty }{\frac {\ln t}{1+t^{2}}}\,dt=-\int _{0}^{1}{\frac {\ln t}{1+t^{2}}}\,dt\\[3pt]G&=\int _{0}^{\frac {\pi }{4}}{\frac {t}{\sin t\cos t}}\,dt={\frac {1}{2}}\int _{0}^{\frac {\pi }{2}}{\frac {t}{\sin t}}\,dt={\frac {1}{4}}\int _{0}^{{\pi ^{2}}/{4}}\csc {\sqrt {t}}\,dt\\[3pt]G&=\int _{0}^{\frac {\pi }{4}}\ln \cot t\,dt=\int _{\frac {\pi }{4}}^{\frac {\pi }{2}}\ln \tan t\,dt=-\int _{0}^{\frac {\pi }{4}}\ln \tan t\,dt\\[3pt]G&={\frac {1}{2}}\int _{0}^{\frac {\pi }{2}}\ln \left(\sec t+\tan t\right)\,dt={\frac {1}{2}}\int _{0}^{\frac {\pi }{2}}\operatorname {gd} ^{-1}t\,dt\\[3pt]G&=\int _{0}^{1}{\frac {\arccos t}{\sqrt {1+t^{2}}}}\,dt\\[3pt]G&=\int _{0}^{1}{\frac {\operatorname {arcsinh} t}{\sqrt {1-t^{2}}}}\,dt\\[3pt]G&={\frac {1}{2}}\int _{0}^{\infty }{\frac {\arctan t}{t{\sqrt {1+t^{2}}}}}\,dt\\[3pt]G&=\int _{0}^{\infty }\operatorname {arccot} e^{t}\,dt={\frac {1}{2}}\int _{-\infty }^{0}\left(\operatorname {gd} t+{\frac {\pi }{2}}\right)\,dt\\[3pt]G&={\frac {1}{16}}\left(\pi ^{2}+4\int _{1}^{\infty }\operatorname {arccsc} ^{2}t\,dt\right)\\[3pt]G&={\frac {1}{2}}\int _{0}^{\infty }{\frac {t}{\cosh t}}\,dt\\[3pt]G&={\frac {\pi }{2}}\int _{1}^{\infty }{\frac {\left(t^{4}-6t^{2}+1\right)\ln \ln t}{\left(1+t^{2}\right)^{3}}}\,dt\\[3pt]G&=1+\lim _{\alpha \to {1^{-}}}\!\left\{\int _{0}^{\alpha }\!{\frac {\left(1+6t^{2}+t^{4}\right)\arctan {t}}{t\left(1-t^{2}\right)^{2}}}\,dt+2\operatorname {artanh} {\alpha }-{\frac {\pi \alpha }{1-\alpha ^{2}}}\right\}\\[3pt]G&=1-{\frac {1}{8}}\iint _{\mathbb {R} ^{2}}\!\!{\frac {x\sin \left(2xy/\pi \right)}{\,\left(x^{2}+\pi ^{2}\right)\cosh x\sinh y\,}}dxdy\\[3pt]G&=\int _{0}^{\infty }\int _{0}^{\infty }{\frac {{\sqrt[{4}]{x}}\left({\sqrt {x}}{\sqrt {y}}-1\right)}{(x+1)^{2}{\sqrt[{4}]{y}}(y+1)^{2}\log(xy)}}dxdy\end{aligned}}}
このうち、最後の3式はマルムステンの積分と関連している。
K(k) を楕円率 k の函数とした第一種完全楕円積分とすると、次の式が成り立つ。
{\displaystyle G={\frac {1}{2}}\int _{0}^{1}\mathrm {K} (k)\,dk}
E(k) を楕円率 k の函数とした第二種完全楕円積分とすると、次の式が成り立つ。
{\displaystyle G=-{\frac {1}{2}}+\int _{0}^{1}\mathrm {E} (k)\,dk}
ガンマ函数 Γ(x + 1) = x! を用いて
{\displaystyle {\begin{aligned}G&={\frac {\pi }{4}}\int _{0}^{1}\Gamma \left(1+{\frac {x}{2}}\right)\Gamma \left(1-{\frac {x}{2}}\right)\,dx\\&={\frac {\pi }{2}}\int _{0}^{\frac {1}{2}}\Gamma (1+y)\Gamma (1-y)\,dy\end{aligned}}}
次の積分は逆正接積分として知られる特殊函数であり、シュリニヴァーサ・ラマヌジャンによって詳しく研究された。
{\displaystyle G=\operatorname {Ti} _{2}(1)=\int _{0}^{1}{\frac {\arctan t}{t}}\,dt}

## 他の特殊函数との関係
G はトリガンマ函数として知られる第二ポリガンマ函数の分数変数に対応する従属変数として現れる。
{\displaystyle {\begin{aligned}\psi _{1}\left({\tfrac {1}{4}}\right)&=\pi ^{2}+8G\\\psi _{1}\left({\tfrac {3}{4}}\right)&=\pi ^{2}-8G\end{aligned}}}
サイモン・プラウフはトリガンマ函数、π2 およびカタランの定数の間で成立する（グラフ上の道として表現可能な）無限個の恒等式を与えている。
カタランの定数はクラウゼン函数、逆正接積分、逆正弦積分、バーンズの G 函数などとの関係や、前述の函数を用いた積分・級数においてよく現れる。
一例として、逆正接積分を閉じた形（つまりはクラウゼン函数）で表し、そのクラウゼン函数をバーンズの G 函数で表すことで次の式が得られる。
{\displaystyle G=4\pi \log \left({\frac {G\left({\frac {3}{8}}\right)G\left({\frac {7}{8}}\right)}{G\left({\frac {1}{8}}\right)G\left({\frac {5}{8}}\right)}}\right)+4\pi \log \left({\frac {\Gamma \left({\frac {3}{8}}\right)}{\Gamma \left({\frac {1}{8}}\right)}}\right)+{\frac {\pi }{2}}\log \left({\frac {1+{\sqrt {2}}}{2\left(2-{\sqrt {2}}\right)}}\right)}
レルヒゼータ函数と関連したレルヒ超越函数 Φ(z, s, α)（英語: Lerch transcendent）を
{\displaystyle \Phi (z,s,\alpha )=\sum _{n=0}^{\infty }{\frac {z^{n}}{(n+\alpha )^{s}}}}
と定義すると、次の関係が成り立つ。
{\displaystyle G={\tfrac {1}{4}}\Phi \left(-1,2,{\tfrac {1}{2}}\right)}

## 収束の早い級数
以下の2公式は収束の早い級数を含んでおり、数値計算に適している。
{\displaystyle {\begin{aligned}G&=3\sum _{n=0}^{\infty }{\frac {1}{2^{4n}}}\left(-{\frac {1}{2(8n+2)^{2}}}+{\frac {1}{2^{2}(8n+3)^{2}}}-{\frac {1}{2^{3}(8n+5)^{2}}}+{\frac {1}{2^{3}(8n+6)^{2}}}-{\frac {1}{2^{4}(8n+7)^{2}}}+{\frac {1}{2(8n+1)^{2}}}\right)-\\&\qquad -2\sum _{n=0}^{\infty }{\frac {1}{2^{12n}}}\left({\frac {1}{2^{4}(8n+2)^{2}}}+{\frac {1}{2^{6}(8n+3)^{2}}}-{\frac {1}{2^{9}(8n+5)^{2}}}-{\frac {1}{2^{10}(8n+6)^{2}}}-{\frac {1}{2^{12}(8n+7)^{2}}}+{\frac {1}{2^{3}(8n+1)^{2}}}\right)\end{aligned}}}
{\displaystyle G={\frac {\pi }{8}}\log \left(2+{\sqrt {3}}\right)+{\frac {3}{8}}\sum _{n=0}^{\infty }{\frac {1}{(2n+1)^{2}{\binom {2n}{n}}}}}
2公式の理論的基盤はそれぞれブロードハースト（Broadhurst）およびラマヌジャンによって与えられている。カタラン定数の早い評価アルゴリズムはE・カラツバ（Karatsuba）によって構築された。これらの級数を用いることで、今日ではアペリーの定数 ζ(3) に匹敵する速さでカタランの定数を計算できる。
以下は Guillera および Pilehrood によるチュドノフスキー・アルゴリズムを利用した級数である。
{\displaystyle G={\frac {1}{2}}\sum _{k=0}^{\infty }{\frac {(-8)^{k}(3k+2)}{(2k+1)^{3}{\binom {2k}{k}}^{3}}}}
{\displaystyle G={\frac {1}{64}}\sum _{k=1}^{\infty }{\frac {256^{k}(580k^{2}-184k+15)}{k^{3}(2k-1){\binom {6k}{3k}}{\binom {6k}{4k}}{\binom {4k}{2k}}}}}
{\displaystyle G=-{\frac {1}{1024}}\sum _{k=1}^{\infty }{\frac {(-4096)^{k}(45136k^{4}-57184k^{3}+21240k^{2}-3160k+165)}{k^{3}(2k-1)^{3}}}\left({\frac {(2k)!^{6}(3k)!^{3}}{k!^{3}(6k)!^{3}}}\right)}
これらの時間計算量は O(nlog(n)3) となる。

## 連分数
G は次のように表せられる。
{\displaystyle G={\cfrac {1}{1+{\cfrac {1^{4}}{8+{\cfrac {3^{4}}{16+{\cfrac {5^{4}}{24+{\cfrac {7^{4}}{32+{\cfrac {9^{4}}{40+\ddots }}}}}}}}}}}}}
より単純な連分数表記を以下に示す。
{\displaystyle G={\cfrac {1}{1+{\cfrac {1}{10+{\cfrac {1}{1+{\cfrac {1}{8+{\cfrac {1}{1+{\cfrac {1}{88+\ddots }}}}}}}}}}}}}
この連分数の項が無限個存在することは G が無理数であることと同値であり、未解決のままである。

## 関連文献
- Adamchik, Victor (2002). “A certain series associated with Catalan's constant”. Zeitschrift für Analysis und ihre Anwendungen 21 (3):  1–10. doi:10.4171/ZAA/1110. MR1929434.  オリジナルの2010-03-16時点におけるアーカイブ。 2005年7月14日閲覧。.
- Fee, Gregory J. (1990). "Computation of Catalan's Constant Using Ramanujan's Formula". In Watanabe, Shunro; Nagata, Morio (eds.). Proceedings of the International Symposium on Symbolic and Algebraic Computation, ISSAC '90, Tokyo, Japan, August 20-24, 1990. ACM. pp. 157–160. doi:10.1145/96877.96917. ISBN 0201548925. S2CID 1949187。
- Bradley, David M. (1999). “A class of series acceleration formulae for Catalan's constant”. The Ramanujan Journal 3 (2):  159–173. arXiv:0706.0356. doi:10.1023/A:1006945407723. MR1703281.
- Bradley, David M. (2007). “A class of series acceleration formulae for Catalan's constant”. The Ramanujan Journal 3 (2):  159–173. arXiv:0706.0356. Bibcode: 2007arXiv0706.0356B. doi:10.1023/A:1006945407723.